# Carl Schott (Geograph)
Carl Schott (* 12. Februar 1905 in Jena; † 22. Dezember 1990 in Marburg) war ein deutscher Geograph.

## Leben
Nachdem Carl Schott, Sohn eines Juristen und Universitätsprofessors, 1925 am Johannesgymnasium in Breslau die Reifeprüfung abgelegt hatte, widmete er sich an den Universitäten Breslau, Innsbruck, Berlin und Toronto den Studien der Geographie, Geologie, Meteorologie, Philosophie, Völkerkunde und Biologie, bevor er 1930 an der Friedrich-Wilhelms-Universität zu Berlin zum Dr. phil. promoviert wurde.
In der Folge habilitierte sich Carl Schott 1936 in Geographie an der Universität Kiel, an der er 1942 zum außerplanmäßigen Professor bestellt wurde. 1944 wechselte er mit seinem Mentor Oskar Schmieder an die Universität Halle, an der er 1945 kurzfristig als Dozent eingesetzt war. Ein Lehrauftrag kam nicht zustande, da er Kriegsdienst leisten musste, ehe er 1945 in Gefangenschaft geriet.
1946 kehrte Schott an die Universität Kiel zurück, bevor er 1954 ein planmäßiges Extraordinariat an der RWTH Aachen erhielt. 1955 folgte er dem Ruf auf den Lehrstuhl für Geographie an der Universität Marburg, den er bis zu seiner Emeritierung 1970 innehatte. Zusätzlich fungierte Schott von 1955 bis 1973 als Vorsitzender des Zentralausschusses für deutsche Landeskunde.
Carl Schott befasste sich in seinen wissenschaftlichen Arbeiten vor allem mit der Landeskunde Deutschlands, Kanadas sowie der Mittelmeerländer.

## Werke (Auswahl)
- Die Blockmeere in den deutschen Mittelgebirgen, 1931

- Landnahme und Kolonisation in Canada am Beispiel Südontarios, 1936

- Die kanadischen Marschen, 1955

- Die Naturlandschaften Schleswig-Holsteins. Karl Wachholtz Verlag, Neumünster 1955.
- Kanada. Wirtschafts- und sozialgeographische Entwicklungen und Probleme, 1985